# Epiros (stat)
Epiros (Epirote græsk: Ἄπειρος, translitteration: Ápeiros; Attisk græsk: Ἤπειρος, translitteration: Ḗpeiros) var et græsk kongerige og senere republik underantikken, beliggende i den geografiske region Epiros, i dele af nutidens nordvestlige Grækenland og det sydlige Albanien. Det var hjemsted til de antikke Epirotes, og grænsede op af Den Aetolske Liga mod syd, det antikke Thessalien og antikkens Makedonien mod øst og illyriske stammer mod nord. Den græske konge Pyrrhos er kendt for at have gjort Epiros til en magtfuld stat i det græske verden (i løbet af 280-275 f.Kr.), der kunne sammenlignes med antikkens Makedonien og Romerriget. Pyrrhos' hære forsøgte også at erobre den romerske stat under deres mislykkede felttog i det, der i dag er det moderne Italien.

## Historie

### Forhistorie
Epiros har været beboet siden mindst neolitisk tid af søfarere (langs kysten) og af jægere og hyrder (i det indre), der bragte det græske sprog med sig. Disse neolitiske folk begravede deres ledere i store tumuli (gravhøj, der blev rejst over en grav) indeholdende skaktgrave svarende til dem, der blev lavet af det mykenske folk. På grund af disse ritualistiske ligheder kan der eksistere en slægtsforbindelse mellem epiroterne og mycenæerne. Et antal mykenske rester er også blevet fundet i Epiros på de vigtigste antikke religiøse steder i regionen, herunder ved Nekromanteion af Acheron (på floden Acheron) og ved Zeus' orakel i Dodona. Det er også kendt, at Epiros havde stærk kontakt med andre antikke græske regioner, herunder dem i Makedonien, Thessalien, Aetolia og Acarnania.
Dorerne invaderede Grækenland fra Epiros og Makedonien i slutningen af det 2. årtusinde f.Kr. (ca. 1100–1000 f.Kr.), selvom årsagerne til deres migration er uklare. Regionens oprindelige indbyggere blev drevet sydpå ind i det græske fastland af invasionen og i begyndelsen af det 1. årtusinde f.Kr. opstod tre primære klynger af græsk-talende stammer i Epiros. Disse var chaonerne i det nordvestlige Epirus, molosserne i centrum og thesprotierne i syd. Den region, der var beboet af hver af disse ethne, havde sit eget navn (Chaonia, Molossia, Thesprotia), så der var oprindeligt ikke noget enkelt navn for hele regionen.
Det græske toponym Epirus (græsk: Ἤπειρος), der betyder "fastland" eller "kontinent", optræder første gang i værket af Hekataios fra Milet i det 6. århundrede f.Kr. og er et af de få græske navne fra en ekstern observatørs synsvinkel med et maritimt-geografisk perspektiv. Selv om det ikke oprindeligt var et indfødt epirote navn, kom det senere til at blive vedtaget af områdets indbyggere.